# Хіконе
Хіконе (яп. 彦根市, хіконе сі) — місто в Японії, у східній частині префектури Сіґа. Засноване 11 лютого 1937 року на основі містечка Хіконе шляхом об'єднання таких населених пунктів:
- містечка Хіконе повіту Інукамі (犬上郡彦根町),
- села Мацубара (松原村),
- села Аоба (青波村),
- села Фукуман (福満村),
- села Тімото (千本村).
- села Кіта-Аоянаґі (北青柳村).

Впродовж наступних років місто розрослось за рахунок поглинання сусідніх сіл.
Район сучасного Хіноне здавна був багатонаселеним. У середньовіччі він неодноразово ставав місцем боїв між різними самурайськими родами. Розквіт району Хіконе припадав на кінець 16 століття, коли керування ним було доручене талановитому адміністраторові Ісіді Міцунарі, васалу об'єднувача Японії Тойотомі Хідейосі. Після битви при Секіґахара 1600 року землі Ісіди були передані родині Іі, яка збудувала замок Хіконе і поклала початок містечку Хіконе. Воно стало політико-економічним і соціо-культурним центром Хіконе-хан.
У місті збереглися середньовічні вулички та квартали. Його символ, замок Хіконе, внесений до національних скарбів Японії.

## Міста-побратими
- Такамацу, Японія (1966)
- Міто, Японія (1968)
- Сано, Японія (1969)
- Енн-Арбор, США (1969)
- Сяньтань, КНР (1991)